# Marc Segar
Pour les articles homonymes, voir Segar.
Marc Alexander Segar (1974-1997) était un auteur et une personnalité autiste britannique.

## Biographie
Diagnostiqué avec un syndrome d'Asperger et décédé à 23 ans dans un accident de voiture, il a laissé des éléments pour faire comprendre l'autisme.
Diplômé en biochimie, il a choisi de travailler en tant qu'animateur pour enfants autistes et de donner des conférences sur l'autisme. Il est également l'auteur d'un livre qui s'apparente à un manuel de vie pour autiste,.
Il est surtout connu dans les milieux proches de l'autisme. « Je crois personnellement que si une personne à la frontière de l'autisme doit sortir dans ce monde plutôt odieux en ne comptant que sur elle-même, la dernière chose dont elle ait besoin, c'est d'être protégée »[source insuffisante].

## Ouvrage
- Faire face (titre français de Coping. A survival guide for people with Asperger Syndrome, 1997).